# Anja Schaluschke
Anja Schaluschke (* 1967 in Bielefeld) ist eine deutsche Germanistin, Kunsthistorikerin und Museumsdirektorin. Von 2009 bis 2017 war sie Geschäftsführerin des Deutschen Museumsbunds. Seit 2017 leitet sie das Museum für Kommunikation Berlin und seit 2025 auch die Museumsstiftung Post und Telekommunikation.

## Leben und Wirken
Bis 1995 studierte Schaluschke Germanistik, Kunstgeschichte und Politische Wissenschaften an der Rheinischen Friedrich-Wilhelms-Universität in Bonn.
Nach einem Volontariat in Recklinghausen bei Radio FiV (heute: Radio Vest), arbeitete sie einige Zeit freiberuflich als Redakteurin und Moderatorin, bevor sie 1998 die Pressearbeit des Museums für Kommunikation Frankfurt übernahm. Ab 2004 verantwortete sie die Presse- und Öffentlichkeitsarbeit der Hessen Kassel Heritage. 2009 übernahm sie die Geschäftsführung des Deutschen Museumsbunds in Berlin, der bundesweiten Interessenvertretung der deutschen Museen. In dieser Funktion war sie auch Mitglied im Vorstand des Netzwerks Europäischer Museumsorganisationen (NEMO).
Seit August 2017 leitet Schaluschke als Direktorin das Museum für Kommunikation Berlin, eine Einrichtung der Museumsstiftung Post und Telekommunikation. Als Ständige Vertreterin des ehemaligen Kurators der Museumsstiftung Post und Telekommunikation Helmut Gold war sie bereits von 2017 bis 2024 Mitglied der Stiftungsleitung. Seit Januar 2025 leitet sie als Kuratorin die Museumsstiftung Post und Telekommunikation.
Schaluschke lebt und arbeitet in Berlin und Dortmund.

## Mitgliedschaften und Gremienarbeit
- seit 2020: Mitglied im Vorstand von IATM, International Association of Transport and Communications Museums
- seit 2020: Mitglied im Beirat des Kunstmuseums Ahlen
- seit 2020: Mitglied im Kuratorium der Initiative #UseTheNews
- 2020–2022: Mitglied im Wissenschaftlichen Beirat des Forum Wissen der Universität Göttingen
- seit 2019: Mitglied im Vorstand des Berliner Museumsverbands (vormals Landesverband der Museen zu Berlin)
- seit 2018: Mitglied im Siggener Kreis der Museumsleitungen, gefördert durch die Alfred Toepfer Stiftung F. V. S.
- 2011–2017: Mitglied im Vorstand von NEMO (Netzwerk Europäischer Museumsorganisationen)

## Ehrenamtliches Engagement
- 2011–2022: Jurymitglied, Lyrix – Bundeswettbewerb für junge Lyrik, gefördert durch BMBF
- Mentorin im Programm „Frauen in Kultur und Medien“ des Deutschen Kulturrats gefördert durch BKM, Jahrgang 2020 und 2002
- seit 2020: Jurymitglied, Museumspreis der Sparkassen-Kulturstiftung Hessen-Thüringen
- seit 2017: Jurymitglied, Förderprogramm „Museum macht stark“ des Deutschen Museumsbunds im Rahmen der Förderinitiative „Kultur macht stark“ des BMBF
- 2016–2017: Mentorin im Mentoring-Programm für Doktorandinnen der Europa-Universität Viadrina
- seit 2010: Jurymitglied, Museion21, Fortbildungsprogramm für junge Führungskräfte im Museum

## Veröffentlichungen
- Helmut Gold/Annabelle Hornung/Anja Schaluschke: Fast Forward Neuland. In: Transformation. Strategien und Ideen zur Digitalisierung im Kulturbereich. Hrsg. von Hans Jörg Czech, Kareen Kümpel, Rita Müller. Transcript, Bielefeld 2021, ISBN 978-3-8376-5744-9.
- Mechtild Kronenberg/Vera Neukirchen/Anja Schaluschke: Professionalisierung und Präsenz – Der Weg ins Jahr 2017. In: Museumskunde – Verbandszeitschrift des Deutschen Museumsbund e.V., Band 82, 2017, Heft 1, Berlin 2017, ISSN 0027-4178, S. 42–47.
- Anja Schaluschke: Arbeiten im Museum – Traumjob oder Wunschtraum?. In: Patrick Diemling/Juri Westermann (Hrsg.): „Und was machst Du später damit?“ Berufsperspektiven für Religionswissenschaftler und Absolventen anderer Kleiner Fächer. Peter Lang GmbH, Frankfurt am Main 2011, ISBN 978-3-631-61367-2, S. 165–172.
- Maike Bartsch/Anja Schaluschke: Bilanz der Ausstellung "König Lustik!?". In: Museumslandschaft Hessen Kassel (Hrsg.): König Lustik!? Jérôme Bonaparte und der Modellstaat Königreich Westphalen. Hessische Landesausstellung im Museum Fridericianum Kassel 19.3.–29.6.2008 (= Kataloge der Museumslandschaft Hessen Kassel, Band 39). München 2008, ISBN 978-3-7774-3955-6.